# Ana Jara
Ana Jara Velásquez, née le 11 mai 1968 à Ica, est une avocate et femme d'État péruvienne. Elle est présidente du Conseil des ministres du Pérou de 2014 à 2015.

## Biographie
Élue députée au Congrès du Pérou en 2011, Ana Jara est ministre de la Femme et des populations vulnérables de décembre 2011 à février 2014, date à laquelle elle devient ministre du Travail. 
Le 22 juillet 2014, elle est nommée présidente du Conseil des ministres par le président Ollanta Humala, en remplacement de René Cornejo, démissionnaire. Le 30 mars 2015, le Congrès adopte une motion de censure contre elle est son gouvernement par 72 voix contre 42.